# 为了乌克兰
为了乌克兰（羅馬化：Za Ukrainu）是一首乌克兰爱国歌曲，在1991年被选为乌克兰的候选國歌。

## 背景
这首歌由乌克兰著名诗人、社会活动家、政治家和中央拉达的创始人之一米科拉·沃洛尼作词。沃洛尼出身前农奴家庭，最终被苏维埃政权作为危害社会分子杀害。他死后被基洛夫格勒州法院平反。
歌曲由来自利沃夫的乌克兰作曲家兼指挥雅罗斯拉夫·雅罗斯拉文科 (烏克蘭語：Яросла́в Дми́трович Яросла́венко)创作。
这首歌在20世纪90年代初期由来自利沃夫州的伊万·马切尔科领导的乌克兰民间乐队索科利乐队普及。这首歌也被非正式地视为乌克兰的备选国歌。在与苏联的斗争的时期，它在乌克兰军队中很受欢迎。